# Trîkratî, Voznesensk
Trîkratî (în ucraineană Трикрати) este localitatea de reședință a comunei Trîkratî din raionul Voznesensk, regiunea Mîkolaiiv, Ucraina.

## Demografie
Componența lingvistică a localității Trîkratî
     Ucraineană (90,79%)
     Rusă (7,52%)
     Română (1,34%)
     Alte limbi (0,25%)
Conform recensământului din 2001, majoritatea populației localității Trîkratî era vorbitoare de ucraineană (90,79%), existând în minoritate și vorbitori de rusă (7,52%) și română (1,34%).